# Етичний кодекс лікаря України
Значною подією в царині медицини має стати прийняття «Етичного кодексу лікаря України», проект якого був запропонований до обговорення на Колегії МОЗ. Вперше в історії незалежної України Кодекс, розроблений академіком НАН і АМН України Ю. І. Кундієвим, знайшов підтримку керівництва Міністерства охорони здоров'я та розпочата робота в напрямку втілення його в життя.
Роботу над утвердженням сучасного етичного кодексу лікаря систематично проводило і продовжує проводити Всеукраїнське Лікарське Товариство, з ініціативи якого та за підтримки МОЗ України в м. Євпаторії 27 вересня 2009 року відбувся Всеукраїнський з'їзд лікарських організацій та X З'їзд Всеукраїнського лікарського товариства (ВУЛТ), які схвалили ЕТИЧНИЙ КОДЕКС ЛІКАРЯ УКРАЇНИ
В преамбулі цього документу сказано:
Виходячи з принципів гуманізму та милосердя, Декларацій Всесвітньої медичної асоціації та законодавства України про права громадян на якісну та доступну охорону здоров'я,
декларуючи провідну роль лікарів в системі охорони здоров'я, 
керуючись Клятвою лікаря України, 
враховуючи особливий характер взаємовідносин лікаря та пацієнта і необхідність доповнення механізмів правового регулювання цих взаємовідносин нормами медичної етики і деонтології, а також моральну відповідальність лікаря перед медичною спільнотою та суспільством за свою професійну діяльність, Всеукраїнський з'їзд лікарських організацій приймає цей Етичний кодекс лікаря України.
Повний текст можна знайти на сайті ВУЛТ.
Робота над Етичним кодексом виконана у відповідності з базовими документами Світового Лікарського Товариства (World Medical Association) і була доповнено виданням Підручника з лікарської етики.